# Sender Schardenberg
Der Sender Schardenberg ist eine Sendeanlage der Österreichischen Rundfunksender GmbH, der sich auf dem Fronberg in der Gemeinde Schardenberg in der Nähe der Stadt Schärding in Oberösterreich befindet.
Von hier werden Teile des Bezirks Schärding entlang der Flüsse Inn und Donau versorgt, die nicht von den umliegenden Grundnetzsendern erreicht werden. Auch in angrenzenden Regionen Deutschlands, insbesondere in Passau, können die von hier abgestrahlten Programme empfangen werden.

## Frequenzen und Programme

### Analoger Hörfunk (UKW)
| Frequenz (MHz) | Programm             | RDS PS            | Senderlogos | RDS PI                | Regionalisierung | ERP (kW) | Antennendiagramm rund (ND)/gerichtet (D) | Polarisation horizontal (H)/vertikal (V) |
| -------------- | -------------------- | ----------------- | ----------- | --------------------- | ---------------- | -------- | ---------------------------------------- | ---------------------------------------- |
| 88,2           | Hitradio Ö3          | __OE_3__          |             | A203                  | –                | 3        | D (160°–220°)                            | H                                        |
| 92,5           | Ö1                   | __OE_1__          |             | A201                  | –                | 3        | D (160°–220°)                            | H                                        |
| 99,5           | Radio Oberösterreich | *RADIO*_/**OOE**_ |             | A707                  | –                | 4        | D (160°–220°)                            | H                                        |
| 102,6          | Life Radio           | *_LIFE_*          |             | A746                  | Oberösterreich   | 3        | D (160°–220°)                            | H                                        |
| 104,9          | kronehit             | kronehit          |             | A3FF/ A7FF (regional) | Oberösterreich   | 8        | D (150°–230°)                            | H                                        |

#### Besonderheit
Die von den Standort koordinierte Frequenz 92,5 MHz wird auch mit dem Programm Ö1 vom Sender Patscherkofel betrieben und ist in vielen Teilen Bayerns gut zu empfangen.

### Digitaler Hörfunk (DAB+)
Seit 28. Mai 2019 wird der erste österreichweite MUX in Oberösterreich im Kanal 6D gesendet. DAB wird in vertikaler Polarisation ausgestrahlt. In diesem Block erfolgt noch kein Gleichwellenbetrieb mit anderen Sendern, ist jedoch einen Ausbau vorgesehen.
| Block           | Programme | ERP (in kW) | Antennen- diagramm rund (ND), gerichtet (D) | Gleichwellennetz (SFN)                                                                        |
| --------------- | --- | ----------- | ------------------------------------------- | --------------------------------------------------------------------------------------------- |
| 6D DAB+ Austria | DAB-Block des österreichischen Bundesmux: - #Radio ONE (80 kbit/s) - * 88,6 * (72 kbit/s) - Antenne Österreich (72 kbit/s) - arabella HOT (72 kbit/s) - arabella MAGIC (72 kbit/s) - Energy (96 kbit/s) - ERF Süd (40 kbit/s) - jö.live (72 kbit/s) - KLASSIK RADIO (72 kbit/s) - Mein Kinderradio (40 kbit/s) - oe24 Radio (72 kbit/s) - Radio Maria Österreich (72 kbit/s) - Radio Stephansdom Klassik (72 kbit/s) - Rock Antenne (72 kbit/s) - Schlagerradio Flamingo (72 kbit/s) - WELLE 1 (72 kbit/s) - ORS EPG (16 kbit/s Daten) - ORS TPEG (8 kbit/s Daten, geplant) | 3,9         | D (30–310°)                                 | - Oberösterreich: Linz (Lichtenberg) in Planung: Bad Ischl (Katrin), Schärding (Schardenberg) |

### Digitales Fernsehen (DVB-T2)
Bis zur Umstellung auf DVB-T2 sendete ORF 1, ORF 2 (Oberösterreich und Niederösterreich) und ATV in DVB-T auf dem ORS-Bouquet A Oberösterreich.
| Kanal | Frequenz (in MHz) | Multiplex | Programme im Multiplex | ERP (in kW) | Polarisation horizontal (H) / vertikal (V) | Modulations- verfahren | FEC | Guard- intervall | Bitrate (in MBit/s) | Gleichwellennetz (SFN) |
| ----- | ----------------- | --------- | --- | ----------- | ------------------------------------------ | ---------------------- | --- | ---------------- | ------------------- | --- |
| 43    | 650               | MUX A     | - ORF 1 HD - ORF 1 (unverschlüsselt) - ORF 2 Wien (unverschlüsselt) - ORF 2 Oberösterreich HD - ORF 2 Salzburg HD - ORF 2 Niederösterreich HD - ORF III HD - ORF SPORT + HD Radio: - Österreich 1 (unverschlüsselt) - Ö3 (unverschlüsselt) - FM4 (unverschlüsselt) HbbTV: - Ö3 Visual Radio | 15,8        | H                                          | 16-QAM                 | 3/4 | 1/4              | 14,93               | Schärding (Schardenberg), Aigen (Oberkappel), Ried im Innkreis, Linz (Lichtenberg), Linz (Freinberg), Steyr, Freistadt (Obergrünbach), Unterweissenbach, Hinterstoder (Öttlberg), Großraming |

## Analoges Fernsehen (PAL)
Bis zur Umstellung auf DVB-T wurden folgende Programme in analogem PAL gesendet:
| Kanal | Frequenz (MHz) | Programm             | ERP (kW) | Sendediagramm rund (ND)/ gerichtet (D) | Polarisation horizontal (H)/ vertikal (V) |
| ----- | -------------- | -------------------- | -------- | -------------------------------------- | ----------------------------------------- |
| 45    | 663,25         | ORF 1                | 5        | D                                      | H                                         |
| 51    | 711,25         | ORF 2 Oberösterreich | 5        | D                                      | H                                         |